# Peter Kaiser (Politiker, 1966)
Peter Kaiser (* 28. April 1966 in Krefeld) ist ein deutscher Politiker (CDU). Von 2005 bis 2010 war er als direkt gewählter Kandidat (Wahlkreis 47: Krefeld I) Mitglied des Landtages von Nordrhein-Westfalen.

## Schul- und Berufsausbildung
Peter Kaiser besuchte in Krefeld eine Realschule, die er 1982 mit der mittleren Reife verließ. Im selben Jahr begann er eine Ausbildung zum Konditor, die er 1985 erfolgreich mit der Gesellenprüfung abschloss. Schon in seiner Kindheit musikalisch erzogen, absolvierte er seinen Wehrdienst beim Heeresmusikkorps 7 in Düsseldorf. Im Jahre 1990 legte er die Prüfung zum Konditormeister ab und betreibt seit dieser Zeit zusammen mit seiner Frau eine Konditorei in Krefeld.

## Politisches
1990 wurde Kaiser unter dem Eindruck der Einheit Deutschlands Mitglied der CDU. Er ist Vorsitzender der Mittelstands- und Wirtschaftsvereinigung (MIT) der Krefelder CDU sowie Mitglied des Landes- und Bezirksvorstandes dieser Vereinigung. Seit 1999 sitzt er im Rat der Stadt Krefeld und seit 2004 zusätzlich in der Bezirksvertretung Mitte, deren Vorsitzender er auch ist. Sein Aufgabenschwerpunkt im Stadtrat sind Finanzfragen. Neben diesen Ämtern ist er Obermeister der Konditoren-Innung Niederrhein und Landesinnungsmeister des Nordrheinischen Konditorenhandwerks. Daneben ist er Vorstandsmitglied der Kreishandwerkerschaft Krefeld-Viersen und Mitglied in Aufsichtsräten von Beteiligungsgesellschaften der Stadt Krefeld. Bei der vorgezogenen Landtagswahl 2012 war er Kandidat, schaffte aber nicht den Einzug in den Landtag.